# اوبرلیگا ساد ۲
اوبرلیگا ساد ۲ (به آلمانی: 2. Oberliga Süd) نام دومین رده از مسابقات فوتبال در بخش‌های جنوبی کشور آلمان بود که در سال ۱۹۵۰ تأسیس و سیزده سال بعد، در سال ۱۹۶۳ با تأسیس بوندس‌لیگا منحل شد. این لیگ زیرمجموعهٔ لیگ اوبرلیگا ساد بود و قهرمانان و نایب‌قهرمانان آن به دستهٔ بالاتر که همان اوبرلیگا ساد بود صعود می‌کردند. مسابقات این لیگ در سه ایالت باواریا، هسه و بادن-وورتمبرگ پوشش داده‌می‌شد. از شرکت‌کنندگان مطرح این لیگ می‌توان به بایرن مونیخ، اف‌اس‌وی فرانکفورت و مونیخ ۱۸۶۰ اشاره کرد.